# GBU-43/B大型空爆炸弹
GBU-43/B大型空爆炸弹（英語：GBU-43/B Massive Ordnance Air Blast bomb，簡稱），俗稱炸弹之母（Mother Of All Bombs，取其簡寫也是「MOAB」之故），是一款超大型全球定位系統導引自由落體炸彈，由美國空軍研究實驗室研發，並由美國空軍實際配用。重量達21,600磅（約9,700公斤）、能產生相當於11噸黃色炸藥破壞力的MOAB主要用於破壞地下碉堡。GBU-43/B大型空爆炸弹因重量與體積關係，無法採由一般的戰機掛載，需由C-130「力士型」運輸機投擲。
2017年4月13日，美國空軍派遣了一架MC-130對位在阿富汗亞珍的伊斯蘭國分支——伊斯兰国呼罗珊省據點發動攻擊，投擲一枚MOAB以摧毀由該組織所佔據的洞穴與地道設施，此舉也使得MOAB一度成為軍事史上曾經投入實戰過的非核子彈藥中重量與破壞力最大的紀錄保持者，直到2025年6月22日美軍「午夜之鎚」行動動用GBU-57巨型鑽地彈攻擊伊朗位於福爾多、納坦茲與伊斯法罕的核子設施。
在2007年，俄羅斯也研發出燃料空氣炸彈，被稱作炸彈之父，並宣稱具有GBU-43/B大型空爆炸彈4倍的威力，但可信度與炸彈規格被多方質疑。至於美軍方面，也持續在進行更大型的30,000磅（約13,600公斤）反碉堡GBU-57巨型钻地弹之開發，以作為MOAB的後繼。

## 特徵
它是由全球定位系統引導的，并且使用降傘把它投放，因此和它的前輩BLU-82炸彈相比，大型空爆炸彈可以在更高的地方投下、亦有更高準確性，它的體積比二戰的英式大滿貫炸彈小一點。
大型空爆炸彈裝填18,700磅H6炸药。H6是美軍使用的一種強力炸藥，爆炸當量是TNT的1.35倍。H6是黑索金、三硝基甲苯和鋁的一個易爆組合。H6作為一種軍事和通用炸彈，澳洲制造。H6作為水下武器的用途，主要用於水雷、深水炸彈、魚雷和反水雷炸彈。HBX組合（HBX-1、HBX-3和H6）被鍍鋁的（粉狀鋁）炸藥，主要替代用過時的爆雷用高性能炸藥。HBX-3和H6比爆雷用高性能炸藥有更低的敏感性和更高的爆炸測試溫度。
雖然它的作用經常與核武器比較，但事实上前者威力只相当于1000分之1個小男孩原子彈：威力等同大約11噸的TNT，而小男孩原子彈的威力是相當於13,000噸TNT。